# Evaristo (historieta)
Evaristo es una historieta argentina de género policial, escrita por Carlos Sampayo y dibujada por Francisco Solano López. Se basa libremente en el personaje real Evaristo Meneses, comisario argentino conocido en los medios de la época. 

## Trayectoria editorial
Se publicó originalmente en las revistas "Superhumor" y "Fierro". Estas se reprodujeron en algunas revistas foráneas, como la española "Thriller" en 1984. 
Ediciones Colihue lo reeditó en 1998.

## Descripción

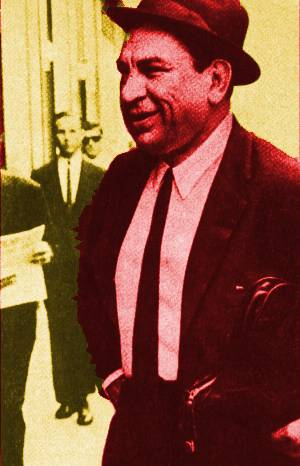
Aspecto del comisario Evaristo Meneses, en el cual se basa la historieta.

La historia es protagonizada por el comisario Evaristo Meneses, un hombre alto, corpulento, fuerte y con métodos que combinan la violencia con la brusquedad. Debe señalarse, sin embargo, que no se trata de una representación fidedigna del verdadero aspecto del comisario Meneses
A lo largo de las historias el personaje aparece en múltiples sitios de la ciudad de Buenos Aires, e incluso en un par de ocasiones se aleja rumbo a Cuba o Santiago del Estero